# Referendum sul quinquennato presidenziale
Il referendum sul quinquennato presidenziale in Francia si è svolto il 24 settembre 2000, sulla riforma costituzionale che prevedeva la riduzione del mandato presidenziale da 7 a 5 anni.
La riforma fu approvata con una larga maggioranza.

## Quesito
Il quesito che venne posto ai francesi fu:
Approuvez-vous le projet de loi constitutionnelle fixant la durée du mandat du président de la République à cinq ans?
(Approvate il progetto di legge costituzionale che fissa la durata del mandato del Presidente della Repubblica a cinque anni?)

## Votanti
|          | Numero     | Percentuale di iscritti |
| -------- | ---------- | ----------------------- |
| Iscritti | 39 941 192 | 100%                    |
| Astenuti | 27 882 504 | 69,81%                  |
| Votanti  | 12 058 688 | 30,19%                  |

|                 | Numero     | Percentuale di votanti |
| --------------- | ---------- | ---------------------- |
| Votanti         | 12 058 688 | 100%                   |
| Bianche o nulle | 1 940 340  | 16,09 %                |
| Espressi        | 10 118 348 | 83,91 %                |

## Risultati
| No : 2 710 651 (26.79%) |  |  | Sì : 7 407 697 (73.21%) |
| ▲                       |  |  |                         |

## Fonti
- (FR) Presentazione del Referendum sul sito del Consiglio Costituzionale, su conseil-constitutionnel.fr. URL consultato il 23 settembre 2008 (archiviato dall'url originale il 2 maggio 2008).